# Totness
Totness è un comune (ressort) del Suriname di 2.150 abitanti sulla costa dell'Oceano Atlantico.

## Cronologia
Totness fu colonizzata da coloni scozzesi e inglesi dal 1808 in poi, e prende il nome da Totnes, Inghilterra. 
Nel 1863, l'area intorno a Totness fu designata per l'agricoltura indipendente. Un ufficio del mercato e del commissario distrettuale è stato aggiunto al complesso dell'ex piantagione dell'Amicizia. Negli anni '40 fu costruita una strada che collegava Totness con Paramaribo, ora parte del East-West Link.
Il sistema di cavi sottomarini Suriname-Guyana ha la sua stazione di atterraggio a Totness. Collega le reti di telecomunicazioni del Suriname con quelle di Guyana e Trinidad e da Trinidad al resto del mondo. 
La Totness Airstrip è uno degli aeroporti più antichi del Suriname, in uso dal 1953, quando il Piper Cub (PZ -NAC) di Kappel-van Eyck chiamato "Colibri" è atterrato lì da Zorg en Hoop Airport.
Totness è stato designato come centro regionale e dovrebbe essere aggiornato con un hotel di medie dimensioni e un centro cittadino adeguato.
Il village de Amistad si trova sul lato nord del collegamento est-ovest, e Totness è a sud.

## Sport
Il Letitia Vriesde Sportcomplex è uno stadio polivalente situato a Totness. È la sede del SVB Eerste Klasse club F.C. West United.